# 보물찾기 (만화 시리즈)의 등장인물 목록
다음은 학습만화 시리즈 보물찾기의 등장인물 목록이다. 

## 주인공
- 지팡이: 초등학교 6학년. 이라크 편부터 첫 등장. 역사와 돈, 음식, 먹는 것, 먹방, 고고학, 축구를 좋아하고 잘 한다.  머리카락 모양 때문에 '고슴도치' 라는 별명으로 불린다. 브라질 편부터 머리에 각이 지기 시작한다. 유네스코의 회원이고, 찾고자 하는 보물이 진짜인지 가짜인지 알아낸다. 아는 것이 많고 천진난만하다. 지구본 교수의 조카. 자칭 보물찾기 짱이다. 이라크 편의 한송이와 같은 학교 친구였고 한송이를 좋아한다.
- 도토리: 팡이와 동갑인 초등학교 6학년. 갈색 꽁지머리에 금귀걸이를 하였다. 이집트 편에서 처음으로 등장하여 팡이와 같은 주인공이 되었다. 처음 등장시에는 머리끈이 노란색이었으나, 터키 편부터 머리끈이 녹색으로 바뀌었고, 이집트 편에서는 앞머리가 긴데다가 2갈래였으나, 그리스 편에는 2갈래, 1갈래로 왔다갔다하였고, 러시아 편이후에는 1갈래로 고정하게 된다. IQ 180의 영리한 소년이지만 수학, 계산, 가위바위보를 못 한다. 체스, 바둑, 그림그림기, 바이올린 연주를 잘 하지만 고소 공포증이 있다. 잘난 척이 심하고 겁이 많다. 도토란 박사의 아들로 멘사의 회원이며 팡이의 라이벌이다. 팡이와는 싸우지만 우정이 있다. 콧대가 높고 총명하다. 1살 정도 차이나는 여동생이 있고, 여동생 이름은 도레미.

## 빌런
봉팔이 일행
- ,  봉팔이(파리스): 완다 김의 외아들. 국적은 프랑스지만 한국인이며 어린시절을 영국에서 보냈다. 영국 박물관에서 비공식 도슨트로 활동하여 고고학 지식이 풍부하고 당당하다. 세계 탐험 보물찾기에서 봉팔이는 토리와 팡이가 보물을 찾기 전에 보물을 찾으려고 하지만 매번 팡이와 토리에게 뺏기고 만다. 별칭은 파리스. 외모가 잘 생겨서 이은주가 좋아한다. 나이는 20대 초중반. 매일 향기롭고 달콤한 향수를 뿌리고 다닌다. 악당 마크와는 과거에 알던 사이이고, 부하로 쟝과 안센을 데리고 다닌다. 어머니는 완다 김이며, 사촌누나는 봉자바이다. 트레저 헌터이고 악당이지만 때로는 팡이와 토리에게 도움도 주는 등 의리가 있고 친절하고 고고학 지식이 해박하다. 즉 츤데레 성격. 이라크, 프랑스, 중국, 인도, 이집트, 미국, 일본, 그리스, 독일, 호주, 영국, 스페인, 캐나다, 베트남, 이스라엘, 쿠바, 이탈리아, 페루, 고구려, 신라, 발해, 고려, 조선, 남북한 시대, 프리퀄(자신의 어린시절), 서울 , 도하, 부다페스트, 퀘벡 편에서 등장한다. 초기에는 지팡이가 자신에게 형이라고 불렀다. 그 뒤에  지팡이와 도토리 외 다른 어린이(조연이나 게스트 등장)들은 자신에게 반말을 한다. 고구려, 스폐인에서 은근 멋진 면을 보여준다.[1]
- ,  봉자바: 봉팔이의 사촌 누나이며, 금발머리에 까만 피부를 가졌고 항상 머리를 조선 사람같이 땋고 다닌다. 봉팔이에 비해 말보다 주먹이 앞서는 다혈질이고 과격한 성격이다. 허당일 때도 있어서 이탈리아 편에서 봉팔이한테 혼난 적이 있다. CIA로 위장하여 팡이와  토리  일행 을 방해한다. 못하는 게 없고 운동을 잘 하고 70가지 자격증을 갖고 있으며  십팔나한장 자격증도 있다. 미국, 러시아, 태국, 이탈리아, 폴란드, 백제, 서울 편에서 등장한다. 나이는 30대 초반.
- 완다 김: 봉팔이의 어머니, 봉자바의 숙모이다. 한때 홍콩에서 패션 유행을 일으켰다고도 한다. 또 그녀의 사무실이 홍콩에 있다. 카트린느의 아버지 기즈 공의 옛 약혼자이다. 나이는 50대 후반 추정.
- 쟝 : 봉팔이의 부하이다. 키가 크고 깡마른 체형을 가졌고 봉팔이와 달리 지식이 부족하다. 하지만 아는 것이 많다. 도하 편에서 봉팔이와 헤어졌으나, 퀘벡 편에서는 봉팔이와 다시 만나게 된다.
- 안센 :봉팔이의 부하이다. 키가 작고 뚱뚱한 체형에 턱수염이 났고 봉팔이와 달리 지식이 별로 없다. 하지만 아는 것이 많다. 얀센은 봉팔이의 어린시절 유모의 아들로 봉팔이와 함께 보물을 찾으러 다닌다. 도하 편에서 봉팔이와 헤어졌으나, 퀘벡 편에서는 봉팔이와 다시 만나게 된다.

트레저 마스터
- [2] 마크 영맨: 어린시절부터 트레저 마스터에 가입을 하고 싶어했다. 가치있는 유물을 훔치는데 전문으로 M경이 두목인 범죄단체의 회원이며, 보물을 위해서라면 뭐든 수단도 가리지 않는다. 잘생기고 싸움도 상당히 잘한다. 사람을 총으로 쏘고 죽을 만큼 때리는 등 사람의 목숨보다 보물을 더 소중히 여기는 악명 높은 보물 사냥꾼. 하지만 M경을 향한 충성심만큼은 크다. 봉팔이와 알던 사이다. 호주, 터키, 네덜란드, 오스트리아, 뉴질랜드, 체코, 고구려, 신라, 조선, 일제강점기, 프리퀄 편에서 등장한다.
- M경: 트레저 마스터의 회장. 세계 최고의 갑부로 어두운 기운이 흘러넘친다.
- 주니어 M: M경의 아들. 팡이와 친구가 된다. 부자와  카트린느를 좋아한다. 조선과 일제강점기 편에서 등장한다. 사교적인 성격이다.
- 제이: 필리핀 편에 나왔던 트레져 마스터의 요원. 어릴 적 고아로 자랐다.
- A경:  M경의 둘도 없는 친구이다. 하지만 잔인한 모습을 가진 배신자로 조선 편에서 배신을 한다.
- 체체 형제: 이스탄불 편에서 첫등장. 보물 사냥꾼이며, 연년생 형제다. 하얀 얼굴과 날씬한 몸매를 가졌고 머리를 묶고 다니고 조리있고 똑똑한 커피K, 얀센과 똑같이 고도비만이며 여드름 투성이인데다가 언제나 인상을 쓰고 다니는 아틸라. 이스탄불, 파리, 뉴욕, 하와이 편에서 등장한다. 쟝과 얀센이랑 비슷한 포지션.
- 카인: 하노이 편에서 첫등장. 마술사이지만 빌런이다. 처음에 사회자가 순천검을 소개하고 순천검을 가지고 마술을 보여주려는데 사기를 치다가 변장까지 하고 피하거나, 협박을 내놓는다거나 일행들에게 위험한 도구로 위협한다. 일행들은 카인을 도망가지 못하게 테이블로 누르면서 공격하고,결국 체포되었다.다음에는 판타스틱한 마술을 보여주겠다며 다짐하고 일행들에게 말하면서 끝.

## 조연
- , ,  김복남 : 재일교포 3세로, 처음엔 지팡이와 친했지만 토리의 동생 레미에게 한눈에 반한 것을 계기로 토리 쪽에 붙는다. 팡이,토리보다 연상이며, 나이는 14살~15살. 노란색 머리에 금귀걸이를 하였고, 일본편에서 기차안에서 눈썹을 다듬다가 실수로 한쪽 눈썹을 밀어버리게 된다. 토리에게 레미의 전화번호를 받고 매우 기뻐한다. 일본 이름은 타쿠야, 영어 이름은 제임스이다. 반항적이고 허당이 심하고 겁이 많지만 똑부러지는 성격이다. 일본, 영국, 백제, 일제강점기 편에서 등장한다.
- 김두한 : 김복남의 할아버지. 재일교포 2세.손자 복남이가 어린 시절에 할아버지 옆에서 책 읽는 것을 좋아하였고, 손자를 아껴주고 잘 챙겨주었다. 의외의 괴력을 가졌다. 일본 편에서 쿠소다와 엉덩이 씨름을 하자, 결국 본인이 승리하였다. 그 뒤에 칠지도를 되찾고 손자인 복남이와 친구인 팡이에게 각각 소녀시대, 디즈니랜드 상품권을 준다. 특기는 엉덩이치기.
- 지구본 : 지팡이의 삼촌. 유명한 고고학자로 세계 각지를 돌며 보물을 찾는다. 마리아한테 차인 후 폭식을 해 배가 나온다. 배가 튀어나온 뚱뚱한 외모 덕에 결혼하지 못했고 사귀는 여자마저 없지만, 젊었을 때는 잘생기고 날씬한 몸매였다. 도토란 박사의 선의의 라이벌. 나이는 40대 초반.
- 도토란 : 도토리와 도레미의 아버지로, IQ 185의 소유자다. 지금은 지구본의 경쟁자이지만, 젊었을 때는 윌리엄 교수의 제자였다. 돈주만, 지구본과 함께 고고학계의 삼총사로 불렸었다. 그러나 지구본이 위험에 빠지자 주저하지 않고 구하러 갈 정도로 지구본과의 우정도 깊다. 물을 무서워하고 겁이 많고 수영을 못 한다. 자상하고 너그러운 성격이다. 나이는 30대 중후반.
- 카트린느 : 풀 네임은 카트린느 드 기즈. 프랑스 명문가의 외동딸이다. 말괄량이이며, 화가 나면 매우 난폭해지고 제멋대로이다. 토리에 집착이 강하고 토리를 좋아한다. 그러나 이탈리아 편에서는 꽤 활약을 한다. 머리를 풀면 얌전해진다. 프랑스, 캐나다, 이탈리아 2편, 체코, 신라, 시드니, 자카르타, 파리, 하와이, 퀘벡 편에서 등장한다.
- 이은주: 세계탐험, 한국사 시리즈 편까지는 조교였으나, 도시 시리즈 편부터는 박사로 바뀌었다. 20대 초반 정도. 미혼이어서 잘생긴 남자만 보면 정신을 못 차리고 빌런인 마크나 봉팔이마저 짝사랑한다.박사이지만 의외로 철이 없고 덜렁대고 민폐에 말괄량이지만 똑똑하고 역사에 아는 것이 많은 박사이다. 공주병이 있고 쇼핑을 좋아한다. 봉팔이를 파리스님이라고 부른다. 또 봉팔이의 향수 냄새를 맡고 홀딱 반한다.
- ,  윌리엄 교수: 영국의 교수로, 어릴 적  인도에서  자랐다. 지구본 교수와 도토란 박사를 제자로 키웠다. 가끔 지구본과 지팡이, 도토리의 보물찾기를 돕는다. 살사를좋아한다. 인도, 그리스, 영국, 쿠바, 페루 편에서 등장한다. 의외로 괴짜이다.
- 도레미: 도토리의 여동생. 초등학교 4학년~5학년. 파워퍼프걸 블로섬을 닮았고 그림을 잘 그린다. 지식은 적은 것으로 보이지만, 그림 그리는 것 하나만큼은 잘 한다. 스페인 편에서 보물을 찾는데 단서를 준다. 핀란드 편에서는 자신이 더 큰 활약을 한다. 그림 그리기, 토끼를 좋아하고 양쪽 머리위에다가 토끼 모양 머리핀을 꽂고 다닌다. 이집트, 미국, 스페인, 태국, 오스트리아,뉴질랜드, 핀란드, 백제, 고려, 일제강점기, 벤쿠버, 도하 편에서 등장한다. 화가, 작가가 장래희망이다.
- 다이애나: 봉팔이의 어릴 적 친구. 토리가 카트린느에게 휘둘리듯이 봉팔이도 다이애나에게 휘둘린다. 고대 문명 편에서만 듯장한다.
- 앨버트  경: 영국 편의 조연 등장. 윌리엄  교수의  이튼  칼리지  동창이다. 또한 자식이 없는 독신이고 엄청난 부자이다. 008이 되어  국새를 찾아와야  하는 김복남에게  문제를 낸다.
- 인디아나 존즈 (트레저 헌터, 제임스 본즈): 미국, 독일, 이탈리아, 일제 강점기, 런던 편에서 등장하는 아저씨. 런던 편에서는 제임스 본즈라고 불리며, 팡이를 조수라 하며 팡이를 믿고 따른다. 성격은 엉뚱하지만 아는 것이 많다.

### 단역
- ,  한송이: 이라크 편의 조연 등장. 팡이의 이민간 친구.  4학년 때부터 이라크로 이민을 갔다. 지혜롭고 차분하고 팡이랑 친한친구이다. 또 팡이를 좋아한다. 생일은 10월 5일.
- 메이링: 중국, 고구려 편에서 등장. 호빵같은 머리를 하고 있는 왕 사장의 딸. 그러나 중국 편에서 봉팔이가 메이링의 오른쪽 머리를 포크로 찌르는 바람에 커다란 땜통이 생겨 머리 스타일을 바꿨다. 그의 대한 복수를 고구려편에서 한다. 3살 때부터 태극권, 태권도를 배웠기 때문에 여러가지 무술을 잘한다. 생일은 5월 3일.
- 반디: 인도 편의 조연 등장. 여자처럼 생긴 소년. 시크교도이기때문에 머리를 자른 적이 없다. 또래에 비해 어른스럽고 당당하다. 미녀 엄마가 있다.
- 하리시: 인도 편의 악당. (죄목: 납치, 도굴)
- 하산: 이집트 편의 조연 등장. 부유한 이집트인. 아내가 3명. 아이가 여러 명있다. 그 뒤엔 이조교가 결혼하자고 하지만 나중에 아내가 3명이고 아이가 많은 걸 이조교가 알게 되어 이조교가 기절한다.
- 오사마 알라덴: 이집트 편의 악당. 봉팔이를 폭행하고 유물을 훔쳐가려는 악당. ( 죄목: 테러, 폭행, 살인, 살인미수, 납치, 불법 무기 소유, 절도, 도굴)
- 빛나는 나뭇가지(션 브린치): 미국 편의 조연 등장. 아르바이트로 관광 가이드를 하고 있으며 나바호족의 후손이다. 뉴욕에 있는 대학교를 다닌다. 언제나 친절하게 관광가이드를 한다. 대학교 4학년. 나이는 23살. 생일은 4월 29일.
- 아카리: 일본 편의 조연 등장. 게이샤 쿄노하나의 보디가드 닌자. 보이시한 성격이며 온갖 무술에 능하다. 후반에는 머리를 풀었다.
- 쿠소다: 일본 편의 악당. (죄목: 살인 미수, 아동학대, 납치, 폭행, 절도, 불법 무기 소유)
- 쿄노하나 : 일본 편의 조연 등장. 마이코이며 춤과 노래를 즐긴다. 아카리는 그녀를 항상 '아가씨' 라고 부른다.
- 헤라 : 그리스 편, 산토리니 편의 조연 등장. 예쁘고 착하고 정의감이 있는 소녀. 팡이를 짝사랑한다. 산토리니 편에서 서점 아르바이트를 하는데 우연히 팡이와 니코스를 만났고, 팡이가 영수증을 확인해달라고 부탁하고, 아크로티리가 맞냐고 물어보자, 정답이라면서 폭죽을 터트리고, 팡이에게 손님이 놓고 간 책을 준다. 생일은 12월 20일.
- 빅토르: 러시아 편의 조연 등장. 전 KGB 요원이다.
- 안나: 독일 편에서 조연 등장. 칼 슈나이더 씨의 손녀. 감수성이 풍부하고 착한 마음씨를 갖고 있다. 피아노 연주를 잘하고 남자애처럼 축구를 좋아한다. 봉자바를 닮았다.
- 미하일 : 독일 편에서 등장. 안나의 이란성 쌍둥이. 노는 것, 축구를 좋아하는 개구쟁이. 축구가 특기이고 축구에 대해 아는 것이 많다. 사고를 잘 친다는 프란츠의 말에 당황해서 결국 여장을 하고 가겠다고 했으나, 역시 소용이 없었다.
- 프란츠 : 안나와 미하일의 아버지. 칼 슈나이더 씨의 아들. 자상하고 침착한 성격을 가졌다. 아내는 유대인이다.
- 칼 슈나이더 (칼 소위) : 프란츠의 아버지. 나치스이며 젊은시절에 아들이랑 같이 손을 잡아 주었고, 칭찬을 아끼지 않으셨고 더없이 다정하셨다. 병원에 입원하고 있으며,혼수상태로 왔다 갔다 한다.
- 지구본 교수의 미팅 지인: 독일편의 맨 마지막에 등장. 예쁘고 귀여운 외모에 긴 금발머리를 가진 아가씨. 마지막에 지구본 교수가 소개팅을 하는 날, 장염 때문에 살이 심하게 빠진 지구본 교수를 보고 불평을 하면서 통통하고 귀여운 사람을 원한다고 소리를 친다. 결국 그녀에게 차인 지구본 교수는 원래 모습으로 돌아가고 싶다며 초코케이크를 허겁지겁 먹는다.
- 네오나치스 일당 : 독일, 폴란드 편에서 등장하고 나치스인 악당이다. ( 죄목: 살인미수, 절도, 폭행, 불법 총기 소유, 사기, 나치행동)
- 쿠커버러 : 호주 편에서 조연 등장. 아보리진 족장의 손녀이다.
- 토르코 : 브라질 편의 조연 등장. 팡이와 같은 축구선수 학생. 낙천적이고 느긋한 성격이지만, 축구 실력을 얕볼수 없는 소년.
- 마리아 : 브라질 편의 조연 등장. 지구본 교수가 실연당한 여인이다.
- 톰: 영국 편에서 조연 등장. 캠벨 백작의 외아들. 부모님이 교통사고로 세상을 떠난 뒤 아빠의 제자인 봉팔이를 부모처럼 믿고 따른다. 봉팔이를 박사님이라고 부른다. 아는 것이 풍부하다.
- 앨버트 경의 집사: 앨버트 경의 집사이다. 앨버트 경이 문제를 낼 때마다 신출귀몰한다.
- 008: 영국 편에서 첫등장. 허리를 삐끗하자 복남이에게 임무를 맏긴다.
- 누리: 마흐무트 교수의 외아들. 터키, 네덜란드, 이스라엘, 이스탄불 편에 등장.  터키, 네덜란드편에서 토리가 여자인 줄 알고 토리를 좋아하다가 이스라엘 편에서는 레나를 좋아한다.[3] 잘 울지만 순진한 성격을 가졌다. 생일은 5월 30일.
- 마흐무트 교수: 누리의 아버지. 마크에게 총을 맞고 병원에 실려갔지만, 다시 되살아난다.
- 바울(라울): 스페인 편의 빌런. 급진적인 성격으로 자신의 말에 따르면 바스크의 독립을 위해 엘시드의 깃발을 훔친다.
- 타닛: 태국 편에서 조연 등장. 무에타이를 하는 착한 소년. 부모님이 사고로 세상을 떠나 파이산 스님과 마하준 스님이랑 같이 산다. 생일은 1월 17일. 여동생이 있다.
- 파이산 스님 & 마하준 스님: 태국 편의 조연 등장. 타닛과 자신의 친동생이랑 같이 살며, 실수를 잘하고 덜렁대지만 자상하고 젠틀하다.
- 싱: 태국 편의 빌런. 봉자바와 완다 김과 태국에서 아이들을 밧줄로 묶다가 결국에 벌로 봉자바와 완다 김과 같이 구덩이에 빠지고 만다. (죄목: 납치)
- 얀: 트레저 마스터의 도움으로 화가가 된 후 그들이 시키는 대로 그림을 그리다 결국 그들을 배신하고 트레저 마스터를 그만둔다.
- 에밀리 : 네덜란드 편의 조연 등장. 꽃집에서 일하며 상냥하고 친절하고 예쁜 아가씨이다.
- 호이겐스 의원 : 네덜란드 편의 조연 등장. 누리의 하숙집 주인이며 팡이, 누리와 함께 네덜란드를 모험한다.
- 차크 : 멕시코 편의 빌런. 유물을 위해 지구본 교수의 심장을 찾으려 한다.
- 도우리 : 도토리와 도레미의 사촌 형(오빠). 20대 초중반 추정. 아이스하키가 특기이다. 씩씩하고 당찬 성격이다. 캐나다와 벤쿠버 편에서 등장한다.
- 빌리: 이누이트인. 토리의 사촌 형 도우리의 친구이다.
- 훙: 베트남 편의 조연 등장. 쌀국수 집의 후계자. 궁중 요리사가 꿈이다. 실수투성이지만 쉽게 포기하지 않는 성격이다.
- 비비카: 오스트리아 편의 조연 등장. 풀네임은 비비카 타 폰테. 생일은 6월 15일. 바이올린, 피아노 연주를 잘 한다. '꼬마 모차르트' 라는 별명을 가졌다. 카트린느의 이종사촌이다. 성격은 여성스럽고  다혈질이며, 달콤한 것, 악기 연주, 재즈 음악을 좋아한다. 마크한테 반하지만, 마크가 트레저마스터, 악당이라는 것을 몰랐고, 마크의 뺨을 때리는 의외의 베짱을 보인다. 아마도 모차르트를 존경하는 듯하다.
- 헤르빈 : 오르간 장인. 괴팍하고 무섭고 자존심이 센 성격. 비비카빼고 팡이, 토리만 퀴즈를 낼 때마다 답을 빨리 말하지 않으면 건반을 시끄럽게 내리친다. 야우제 타임에 본인은 당뇨가 있어서 간식을 못 먹고, 마크에게 폭행을 당해 혼수상태로 악보의 비밀과비올라라는 말을 남기고 간다.
- 하이든: 잘츠부르크의 거리 음악가.  자신의 홈페이지에 모차르트의 숨겨진 친필 악보가 존재한다는 글을 올렸는데 이를 본 팡이와 토리가 연락을 하여 서로 만난다. 이후 팡이와 토리에게 오르골을 주고 헤르빈을 만나라고 권한다.
- 레나: 이스라엘 편의 조연 등장. 자신의 종교를 스스로 결정하고 싶은 유대인 소녀다. 그 뒤에 자신의 종교를 결정하고 부모님께 가서 바트 미츠바를 치른다. 생일은 4월 19일. 누리가 좋아하고 본인도 누리를 좋아하나, 누리는 무슬림, 레나는 유대인이라서 결혼은 못 한다.
- 베냐민: 다윗을 별 금괴의 주인이며, 그 금괴를 가지고 있다. 토리, 누리, 레나와 함께 다윗의 별 금괴를 찾으러 간다. 자상하고 대담한 성격을 가졌다.
- 호세: 쿠바 편에서 조연 등장. 아멜리아의 조카. 야구와 수영을 잘 한다. 장난꾸러기에 도전적인 성격이다.
- 아멜리아: 쿠바 편에서 조연 등장. 호세의 이모. 아름다운 외모의 의사. 지구본이 첫눈에 반한다. 상냥하고 자상한 성격이다.
- 안보니: 쿠바 편의 악당. 해적이다. (죄목: 살인 미수, 해적, 절도, 도굴, 불법 무기 소유, 문화재 훼손)
- 탄디: 남아공 편의 조연 등장.  아르바이트를 열심히 하는 은데벨레족 소녀이다. 뭐든지 딱딱 잘하고 똑똑한 성격이다.
- 아네트: 스위스 편의 조연 등장. 돈 벌기를 좋아한다. 게오르그가 첫눈에 반한다. 다혈질이지만 순하고 예의바른 소녀이다. 마지막에는 드린딜을 입고 팡이 얼굴에다 뽀뽀를 하고 작별인사를 한다.
- 게오르그, 발터, 벤더: 스위스 편의 악당. 네오나치스이다.(죄목: 살인 미수, 절도, 나치행동)
- 라위리: 뉴질랜드 편에서 조연 등장. 족장의 손자로 럭비를 매우 좋아하며  커서  국가대표 럭비선수가  되는 것이  꿈이다.
- 안토니오: 이탈리아 편의 조연 등장, 르네상스 유물 수집가. 팡이에게 천사상 찾기를 의뢰한다.
- 마리오: 이탈리아 2편의 조연 등장. 안토니오와는 라이벌로 토리에게 천사상 찾기를 의뢰함.
- 프란체스카: 이탈리아 편의 빌런. 정신이 이상하다. (죄목: 불법 거래, 범죄 조직과 협상)
- 조셉: 필리핀 편의 조연 등장. 마틴 신부에게 키워진 고아로 착하고 올바른 필리핀 청년이다.
- 마틴 신부: 필리핀 편의 조연 등장. 조셉과 제이 등의 고아를 키우는 보홀의 성자.
- 제이: 필리핀 편의 조연 등장. 트레저 마스터의 회원. 태풍 때문에 부모님을 잃은 과거를 지니고 있으며 보물을 훔치려다 실패하고 조셉의 도움을 받아 도망친다.
- 로냐: 스웨던 편의 조연 등장. 미카엘 편집장의 조수이다.
- 레사리스: 스웨덴, 고려, 고대문명 편의 조연 등장. 본명 칼손. 페르센 백작에게 원한이 있다.
- 페르센 백작: 스웨덴, 고려, 고대문명 편에서 조연 등장. 가짜 유물만을 발표해 고고학계의 왕따. 지구본과 봉팔이와는 원래부터 아는 사이였으며 미중년임에도 불구하고 외모는 출중하다. 고려의 옛 수도 개성에도 나타난다.
- 올리: 핀란드 편의 조연 등장. 성격은 똑똑하나 허약체질이고 20대 대학생이다. 미카의 쌍둥이 동생이다.
- 미카: 올리의 쌍둥이 형. 겨울에 무민 옷을 입고다닌다. 올리가 공부를 잘하면 미카는 반대로 운동을 잘한다.
- 코야: 페루 편의 조연 등장. 윌리엄 교수의 조교로 아주 뛰어난 실력의 소유자. 사야의 언니. 동생인 사야와 달리 침착한 아가씨이다. 나이는 20대 초중반.
- 사야: 코야의 여동생. 말괄량이지만  츤데레 소녀이다.
- 프란지: 폴란드 편의 조연 등장. 붉은 사자가 자신의 할아버지라 믿고 보물을 찾으려 한다. 미소를 잃지 않는 소년이다.
- 메리: 프란지의 어머니. 자상하고 인자하시다.
- 주륜미: 대만편의 조연 등장. 멘사 회원으로 걸륜의 사촌. 팡이,토리 또래의 소녀이며 토리 만큼이나 똑똑한 두뇌의 소유자다.똑똑하고 씩씩한 성격을 가졌다. 토리와 파트너가 되어 보물찾기를 한다. 생일은 11월 20일.
- 주걸륜: 대만 편의 조연 등장. 금발머리에 모범적이고 사려깊은 성격이다.팡이와 파트너가 되어 보물찾기를 하며 바보라고 놀리는 륜미를 싫어한다.
- 관미: 륜미와 걸륜의 할머니. 타이베이에서 옥 시장을 경영한다.
- 카렐: 체코 편의 조연 등장. 연금술사로 최면술에도 뛰어나 카트린느의 독촉에 못 이겨 토리를 체코로 불러 함께 보물찾기를 한다.
- 천재: 고구려 편의 조연 등장. 메이링의 코치로 이름과는 다른 실력을 가지고 있다. 여담으로 연개소문의 아들 연남건의 후예라고 한다. 그리고 중국 교포이다.
- 쟈오즈민: 고구려, 발해 편에서 조연 등장. 이은주와 닮았지만 실력은 천지차이다. 다비트와 사귄다.
- 형사: 백제, 조선, 일제 강점기, 남북한 편에서 조연 등장. 엉뚱하지만 호기심이 많다.
- 도굴왕: 고고학자 보다 많은 보물을 찾았다는 전설의 도굴꾼 백제시대에서 보물찾기 에필로그에서 미스터리한 말을 하며 끝을 낸다.
- 최부자: 신라와 조선 편에서 등장. 팡이, 토리, 카트린느와 비슷한 또래지만  화랑정신을 가진 당찬 소녀. 팡이와 주니어의 사랑을 받고 있다. 화랑이 되려고 남장을 하였다. 어려서 부모를 잃고 할아버지의 사랑을 듬뿍 받고 자랐다. 성격은 겁이 없고  보이시하고 잔소리꾼이며 의외의 괴력을 가졌다. 생일은 9월 26일.
- 단장님: 부자의 할아버지. 신라 편에서 등장.손녀 부자가 어렸을 때 정성스럽게 보살펴주고 이끌어주시고 잘 챙겨주셨다.
- 다나카: 백제 편의 악당이다. 그리고 일본인이다.
- 다비트: 발해 시대편에서 첫 등장.한때 이은주가 좋아했으며 러시아 요원이다
- 리충성 대장: 고려 편에서 등장. 북한인이며, 무섭고 딱딱하지만 츤데레이다.
- 박물관장: 고려 편에서 등장. 박물관에 있는 전시물들을 귀중히 여긴다. 고려시대 3편의 마지막 장면에서 초상화를 가리키며 잠시 사라졌다가 들어온 작품이라고 사람들에게 알려준다. 친절하고 너그러운 성격이다.
- 돈주만 박사: 통일신라, 고려편에서 조연 등장. 괴짜박사이며, 지구본, 도토란과 함께 천재 고고학자 3총사중 한명. 포루투스가 지구본, 아토스가 도토란이면 돈주만은 아라미스. 전공은 수중고고학. 수영실력으로 완도의 무인도들에서 극적으로 살아남는다. 수영을 잘 한다.
- 해초: 통일신라, 고려 편에서 조연 등장. 돈주만 박사의 조수. 아버지는 선장, 어머니는 해녀이며, 외아들이다. 수영, 잠수가 뛰어난 바다사나이. 생일은 9월 3일.
- 홍두나: 조선시대 4편, 5편에서 조연 등장. 팡이, 토리 또래의 소녀. 똑똑하고 총명한 성격이다. 대만 편의 주륜미와 매우 닮았다.
- 비밀요원 700: 일제강점기 편에서 조연 등장. 영국 정부 비밀요원이며 사격, 무술, 낙하, 비행 등 못하는 것이 없다. 또 운전도 할 줄 안다. 나이는 18살.

- 보리: 남북한시대 보물찾기 편에서 조연 등장. 탈북자 소년이다. 내성적이지만 마음씨가 착하다.

### 세계사 보물찾기(프리퀄)주연
- 다이애나: 봉팔이를 짝사랑하는 같은 반 영국인소녀. 금발에 귀여운 외모를 가졌다.
- 웰링턴 경: 다이애나의 아버지.
- 유모: 얀센의 어머니.

### 조연
- 메소포타미아 문명 편
- 코너: 메소포타미아 문명 편의 악당.
- 사기꾼 골동품상들
- 이집트 문명
- 술라: 도굴꾼 마을인 쿠르나에서도 알려주는 도굴 명문 가문(?)의 후손.
- 인더스 문명
- 랄 박사: 윌리엄 교수와 유물 발굴을 진행하고 있는 박사.
- 구루 싱싱: 인더스 문명 편의 악당.가짜 유물을 만들어 페르센 백작을 속인다.
- 황하 문명
- 공달: 공자의 직계후손.
- 탕 회장: 황하 문명 편의 악당.
- 공 박사
- 공복 노인
- 페르시아 제국
- 비루니 시장: 양탄자 수집가.
- 크레용: 페르시아 제국편의 악당.
- 샤랄라: 비루니가 아끼는 페르시안 고양이.
- 양탄자 장사꾼 할머니
- 그리스 문명
- 오아시스: 그리스 최대 선박 회사의 회장.
- 로마제국
- 루이스: 로마제국 1편에서 단역 등장.파리스의 학교로 전학온 남학생.
- 페레로: 남작 부인을 "레이디"라 부르며 곁을 지키는 집사.
- 남작부인: 루치아의 이모. 무섭고 딱딱하지만 츤데레이다.
- 루치아: 2편에서부터 등장한다. 남작부인의 조카. 예비 수녀로 기숙학교에서 수련중이다. 상냥하고 여성스러운 예비 수녀.

### 세계도시 편 조연 및 잠깐 등장
- 사샤: 상하이 편에서 조연 등장.  똑똑하고 야무진 영재 소녀이다. 토리와 함께 상하이를 둘러본다. 먹는 것을 좋아하고 모르는 게 없다.
- 진 고메즈: LA편에서 조연  등장. 팡이 또래의 흑인소녀. 팡이와 함께 LA를 둘러본다. 싹싹하고 사려깊은 성격이다. 뉴욕 편에서도  까메오로 등장한다.
- 아키나: 오사카 편에서 조연 등장. 츠키미야 식당의 외동딸. 나이는 19살. 머리를 양갈래로 묶었고 일본 고교생답게 초록색 세라복(교복)을 입고 다니는 여고생이다. 운동에 능하고 어머니가 교통사고로 돌아가신 뒤 아버지랑 식당을 운영하며 살고 있다. 도쿄로 가서 유명한 개그맨이 되는 게 꿈이다.
- 카이시: 아키나의 아버지. 딸과 함께 식당을 운영한다. 아내가 좋아하던 야구 경기를 보러 한신 고시엔 구장에  왔다.
- 아키나의 외할머니: 오사카 편의 잠깐 등장. 도톤보리에 살고 계신다. 한신 타이거즈의 열혈 팬이시며  딸이 사고로 세상을 떠난 뒤 식당에서 일하는 바쁜 사위를 대신해 같이 협조해 주신다.
- 카라: 밴쿠버 편에서 조연 등장. 휠체어를 타고 있는 장애인 소녀이다. 순수하고 싹싹한 성격을 가졌다.
- 길버트: 밴쿠버 편에서 조연 등장. 카라와 같은 학교 친구이자 애니와 친한 친구이다.
- 애니: 밴쿠버 편에서 조연 등장. 메리의 여동생. 숏컷머리를 하였다.  언니 메리와 달리 괄괄하고 흥분하면 다혈질적이지만 씩씩하고 활발한 성격이다. 페루 편의 사야와  성격이 닮았다.
- 메리: 밴쿠버 편에서 조연 등장. 애니의 언니이다.애니와 똑같은 숏컷 머리이다.애니와 달리 사려깊고 동정심이 많은 성격이다. 페루 편의 코야와 성격이 닮았다. 나이는 20대 초반.
- 에릭: 런던 편에서 등장. 잘생긴 외모에 순수하고 친절한 아저씨이다. 데이지에게 꽃을 팔려고 하였으나, 소심한 성격 탓에 실패를 연거푸 하였다.
- 데이지: 런던 편에서 등장. 영국의 유물약탈을 부끄러운 역사라고 생각하는 아가씨. 에릭이 그녀에게 꽃을 팔려 하였으나 소심한 성격 탓에 실패를 계속 하였다. 결국 화가 나서 에릭에게 당장 보자고 연락을 한다.
- 낸시와 줄리: 런던 편에서 등장. 카페에서 밀크티를 만드신다. 낸시는 홍차를 먼저 넣는 것을 선호하고, 줄리는 우유를 먼저 넣는 것을 선호한다. 낸시는 60대, 줄리는 50대.
- 케빈: 런던 편에서 등장. 축구선수이며, 자상하고 우아한 성격을 가졌다. 나이는 30대.
- 앤드류 린든: 런던 편에서 조연 등장. 해럴드 박사의 아들이다. 똘똘한 외모를 가졌고 아버지께 엄한 예의 범절을 배우면서 자랐다. 겁이 많고 소심하나 따뜻하고 마음씨 착한 어린이다.
- 해럴드 린든: 런던 편에서 조연 등장.  앤드류의 아버지이다. 가문의 명예를 중시한다. 엄하고 딱딱하지만 아들이 시계를 훔친 사연을 듣고 잘못을 용서해 아들을 꼬옥 껴안는 모습이 인상적이다.
- 안드레이: 모스크바 편에서 조연 등장. 잘생긴 외모를 가진 발레리노이며, 적극적이고 자상한 성격을 가진 미남. SNS가 취미이다. 그 뒤에 보리스와 서로 오해를 풀고 화해를 한다.
- 보리스: 모스크바 편에서 조연 등장. 축구선수이며 미남이다. 안드레이의 소꿉친구이다. 그 뒤에 안드레이와 서로 오해를 풀고 화해를 한다.
- 안나: 모스크바 편에서 조연 등장. 볼쇼이 서커스 단원이다. 안드레이와 보리스의 소꿉친구.
- 쏘냐: 자카르타 편에서 조연 등장. 자카르타에 살고 있다. 고아이며, 카트린느의 베스트 프렌드. 토리와 함께 자카르타를 둘러본다. 내성적이지만 쾌활한 성격이다.
- 멜리사: 서울 편에서 조연 등장. 메릴의 조카. 한류 문화에 푹 빠진 미국소녀. 팡이, 토리와 함께 서울을 둘러본다. 철부지이지만 현명한 성격이다. 특히 블루나이트를 좋아하고 관심이 많다.
- 메릴: 서울 편에서 잠깐 등장. 강인하고 현명한 유네스코 위원. 멜리사의 이모. 추리력과판단력이 뛰어나고 지지 않는 성격이다. 종종 모녀관계로 오해받기도 한다.
- 라희&라미: 제주 편에서 조연 등장. 왕할망의 손녀들. 부모님이 사고로 세상을 떠나셨다. 제주토박이인 쌍둥이 자매. 팡이, 토리와 함께 제주를 둘러본다. 둘 다 양갈래로 묶었는데 머리띠를 한 애가 라희, 분홍색 하트핀을 꽂은 애가 라미이다. 싹싹하고 순수한 성격이다.
- 박수영: 부산 편에서 조연 등장. 부산토박이이며 씩씩하고 활동적인 성격이다. 부산 사투리를 쓴다. 이름답게 수영을 매우 잘한다. 즉 수영이 특기. 팡이, 토리와 함께 부산을 둘러본다.
- 현: 부산 편에서 조연 등장. 유물수집가로 현명하고 싹싹한 아저씨이다.
- 아드리아나: 로마 편에서 조연 등장, 예쁘고 똑부러진 성격을 가진 소녀. 여장을 한 토리와 로마를 둘러본다.
- 콜린 : 로마 편에서 조연 등장. 로마의 검투사 학교에 참가한 소년. 소심하고 겁이 많지만 끈기있는 소년이다.
- 마티아 : 로마 편에서 조연 등장. 여장을 한 토리에게 반한다.
- 촘푸 : 방콕 편에서 조연 등장. 상냥하고 씩씩하고 남을 잘 배려하는 태국 소녀. 팡이와 함께 방콕을 둘러보면서 팡이를 잘 이끌어주고 도와준다. 먹방을 좋아한다. 아버지는 교통사고로 세상을 떠났고 어머니와 단둘이 산다.
- 촘푸 어머니 : 태국마사지샵에서 일한다. 마사지직원답게 태국마사지를 잘 한다.
- 토니 쿤 : 방콕 편에서 조연 등장. 패션 디자이너이며 현명하고 자상한 아저씨이다.
- 똔 : 방콕 편에서 조연 등장. 촘푸의 사촌이며 적극적이고 활동적인 소년이다.
- 넨넨 스님 : 방콕 편에서 조연 등장하는 스님. 6개월 전 새로 부임한 스님이다.
- 호랑이 : 이스탄불 편에서 조연 등장. 태권도,달리기를 잘하고 지식은 부족하지만 씩씩하고 자신감이 넘치고 보이시한 소녀이다. 팡이, 누리와 함께 이스탄불을 둘러본다.  성은 호씨, 이름은 랑이.
- 제롬 : 나폴레옹의 후손. 파리 편에서 카트린느에게 반해 꿀벌 보물을 선물한다. '파리에서 보물찾기'의 발단인 셈이다. 맨 마지막에 에펠탑 아래에서 자신의 아버지와 유모를 만나 꿀벌보물을 되찾고 유모가 제롬 도련님이 무사해서 다행이라고 한다.
- 샤오란 : 싱가포르 편에서 조연 등장. 팡이,토리보다 3살 많다. 팡이, 토리는 초등학교 6학년이니 중학교 3학년. 보이시하고 자존심이 세고 괄괄한 소녀이다. 팡이, 토리는 싱가포르가 덥다고 하는데 본인은 덥지 않다고 한다. 또는  3m가 넘는 담벼락도 넘을 줄 안다.
- 리디아 홈즈 : 싱가포르 편에서 등장. 영국에 있는 고등학교를 다니는 고등학생 사립탐정이다. 하노이 편에서 댓글을 보니 댓글에'Lh'라는 계정을 본 팡이,토리는 싱가포르에서 만난 고등학생 사립탑정 리디아 홈즈라는 것을 알아차리고,  카드에 선물을 보냈다는 말에  팡이, 토리, 롱에게 하노이의 야경을 마음껏 만끽하게 해 준다. 주특기는 변장.
- 줄리엣 모건  : 뉴욕 편에서  등장. 오른쪽 얼굴에 난 점과 긴 머리를 가졌고, 카트린느와 라이벌이며, 예쁜 외모와는 달리 괄괄하고 카트린느와 티격태격하고 다혈질인 성격이다. 그 뒤에 체체 형제가 훔쳐간 그림을 되찾은 팡이 덕분에 다 들어주겠다고 한다.
- 후인 꽝 롱 : 하노이 편에서 조연 등장. 베트남 현지인. 유튜버이며, 온갖 촬영도구를 가지고 다닌다. 우연히 팡이, 토리를 만나 카인의 마술쇼를 관람하고, 또 카인이 순천검 마술을 보여주는데 마술이 아닌 사기를 치다가 카인을 쫒아간다. 그 후로 호텔에서 그의 촬영도구로 카인에게 반격을 하고 순천검을 되찾고 카인에게 순천검은 베트남의 고귀한 유적이라고, 너 같은 애한테 넘겨줄 수 없다고 협박한다. 카인이 경찰한테 잡혀간 뒤에 본인의 유튜브를 얕보지 말라고 우쭐댄다. 게다가 구독자가 더 늘었다며 만족한다. 사람들은 그의 활약 덕분에 헹가래 쳐 주고, 하노이의 야경을 만끽하면서 하노이 편은 끝난다.
- 칼 : 베를린 편에서 조연 등장. 처음에 팡이가 공항 화장실에서 설사를 누는데 갑자기 휴지가 없어서 우연히 옆칸에서 본인도 설사를 누고 휴지가 없어서 당황한다. 다행히 팡이가 휴지를 챙겨와서 본인에게 건네주는데 감사하다며 이 은혜는 갚지 않겠다고 한다. 저질체력에 겁이 많다. 그 뒤에 팡이와 베를린을 둘러본다.
- 제니 : 베를린 편에서 조연 등장. 떠돌이 소녀이고, 금화 도난 사건에 관해서 무언가 숨기는 듯.
- 야쿠프 일당 : 베를린 편에서 조연 등장.
- 야스민 : 도하 편에서 조연 등장. 도하 석유 재벌인 압둘라 회장의 외동딸로, 인턴으로 일하고 있는 냉철하고 예리한 대학생이다.
- 발라 : 부다페스트 편에서 등장. 마장을 좋아하고 씩씩하고 깔끔한 성격. 나이차이가 많이 나는 형이 있다.
- 가르보 : 부다페스트 편에서 등장.
- 줄리아 여사 : 부다페스트 편에서 조연 등장.
- 이올라나 : 하와이 편에서 등장. 카트린느의 교환 학교 학생이며 천진난만한 소녀이다. 중반에 다이어리가 없어져 당황하고  쟝과 얀센 덕분에 다이어리를 되찾는다. 그 뒤에 무대에서 하와이 춤을 추면서 끝.
- 마리나 : 갈라파고스 편에서 등장. 내추럴리스트 가이드이며, 팡이를 만나 갈라파고스를 둘러보고 친절하게 안내한다. '별에서 온 그대' 드라마를 좋아한다.
- 후안 : 갈라파고스 편에서 조연 등장.
- 니코스 : 산토리니 편에서 조연 등장. 친절하고 명랑하고 착한 대학생이며 팡이에게 친절하게 안내하면서 산토리니를 둘러본다. 미소를 잃지 않고 어른스러운 성격이다.
- 엘레니 박사 : 산토리니 편에서 조연 등장.미스터리와 전설에 관심이 많은 괴짜박사. 지구본과 아는 사이이다. 성별은 불명.
- 클로이와 노아 : 퀘벡 편에서 조연 등장. 설탕 오두막에서 일하는 직원들로, 꼼꼼하고 도전적인 성격이다. 여자분이 클로이, 남자분이 노아.
- 소니아 : 뭄바이 편에서 조연 등장. 뛰어난 연기 실력과 아름다운 외모를 가졌고 볼리우드 영화계의 스타로 떠오른 배우. 볼리우드 영화 촬영이 취미.
- 락시트 : 뭄바이 편에서 조연 등장. 작은 팀에서 크리켓 선수로 활동하고 있는 청년. 배우 소니아와 비밀연애를 하고 있으며, 증조할아버지가 남긴 목걸이를 소중히 여긴다.
- 니샤 : 뭄바이 편에서 조연 등장. 갑자기 락시트 앞에 나타난 의문의 여성. 락시트의 목걸이에 관심을 보인다.